# Château de Haughton
Le château de Haughton est un manoir de campagne privé et un bâtiment classé Grade I, situé au nord du village de Humshaugh, sur la rive ouest de la Tyne, dans le Northumberland.

## Histoire
Il est construit au XIIIe siècle comme maison-tour et agrandie et fortifiée au XIVe siècle. À cette époque, le château appartient à Gerald Widdrington et, bien que les Widdrington en soient encore propriétaires au début du XIVe siècle, les Swinburn y vivent.
Au XVIe siècle, le château tombe en ruine et est attaqué par les Border Reivers. Une enquête de 1541 rapporte que le toit et les planchers sont « pourris et disparus ».
La propriété est acquise par la famille Smith vers 1640 mais en 1715, une nouvelle enquête déclare que le bâtiment est en ruine.
Des modifications importantes sont effectuées pour les Smith entre 1816 et 1845, dernièrement par l'architecte John Dobson pour transformer la ruine en un manoir important et une aile ouest est ajoutée par Anthony Salvin en 1876.
Une partie du château sert d'hôpital pendant la Seconde Guerre mondiale. Il s'agit aujourd'hui d'une maison-tour oblongue et de l'une des maisons-halls les mieux conservées du nord de l'Angleterre. En 1888, il est acquis par la famille Cruddas et appartient actuellement à la famille Braithwaite.